# Kwiatkowice (Basse-Silésie)
Pour les articles homonymes, voir Kwiatkowice.
Kwiatkowice est une localité polonaise de la gmina de Prochowice, située dans le powiat de Legnica en voïvodie de Basse-Silésie.